# Такахаси, Румико
Румико Такахаси (яп. 高橋留美子 Такахаси Румико) — мангака, автор ряда популярных произведений. Родилась 10 октября 1957 года.
Такахаси — одна из богатейших женщин в Японии. Её манги (и их аниме-адаптации) широко известны не только на территории Японии, но и по всему миру. Такахаси также держит первое место по объёмам продаж среди женщин — авторов комиксов. К настоящему времени продано более 100 миллионов копий различных её работ.
В 2020 году награждена правительством Японии Медалью Почёта с пурпурной лентой, вручаемой за «значительный вклад в достижения науки и искусства».
В России работы Румико Такахаси, в основном, распространяются в виде сканлейтов. Однако существуют и исключения: манга «Ранма ½» была лицензирована и издавалась на бумаге компанией «Сакура-пресс», созданной бывшими сканлейтерами.

## История
Румико Такахаси родилась 10 октября 1957 года в японском городе Ниигата. В свои ранние годы Румико была далека от манги, не увлекаясь даже рисованием. Однако во время учёбы в университете в Нагано она заинтересовалась творчеством и поступила в школу художников манги, руководимую известным мангакой Койкэ Кадзуо.
Ранние работы Такахаси были короткими рассказами, издававшимися в различных японских журналах. Они не получили особого признания, однако были хорошо приняты публикой, и в 1978 году Румико даже получила награду от Shogakukan, одного из крупных японских издателей, как «лучший начинающий художник». В сентябре этого же года в журнале Shonen Sunday началась публикация её первой крупной манги, Urusei Yatsura. Это произведение неожиданно стало весьма популярным, и в 1981 году даже породило аниме-адаптацию, выходившую вплоть до 1986 года.
Получив признание публики, Румико Такахаси занялась созданием Maison Ikkoku — манги, публиковавшейся с 1980 по 1987 год в журнале Big Comic Spirits. Хотя Urusei Yatsura и был заметным творением, новая манга Такахаси легко его в этом превзошла. Maison Ikkoku также была экранизирована и выходила на экраны с 1986 года по 1988.
В 1987 году Такахаси начала рисовать своё третье крупное произведение, «Ранма ½». Этот сериал и сегодня является одной из самых известных её работ по всему миру. Манга продолжала выходить до 1996-го и пользовалась невероятной популярностью. Соответствующий аниме-сериал выходил с 1988-го по 1992 год.

## Работы
- Ранма ½ (1987–1996)
- Fire Tripper (1983)
- InuYasha (1996–2008)
- Maison Ikkoku (1980–1987)
- Mermaid Saga (Mermaid’s Forest, Mermaid’s Scar и Mermaid’s Gaze, 1984–1994)
- One Pound Gospel (1987–2007)
- Rin-ne (2009–2017)
- Rumic Theater (1987–н. в.)
- Rumic World
- Urusei Yatsura (1978–1987)